# 滬尾偕醫館
滬尾偕醫館（臺語白話字：Hō-bué Kai-i-kuán），簡稱偕醫館，是位於台灣新北市淡水區的醫院遺址，也是台灣「北部」的第一家醫院，馬偕紀念醫院的前身，1998年經中華民國內政部評定為三級古蹟，現為新北市市定古蹟。

## 歷史

### 清領時期

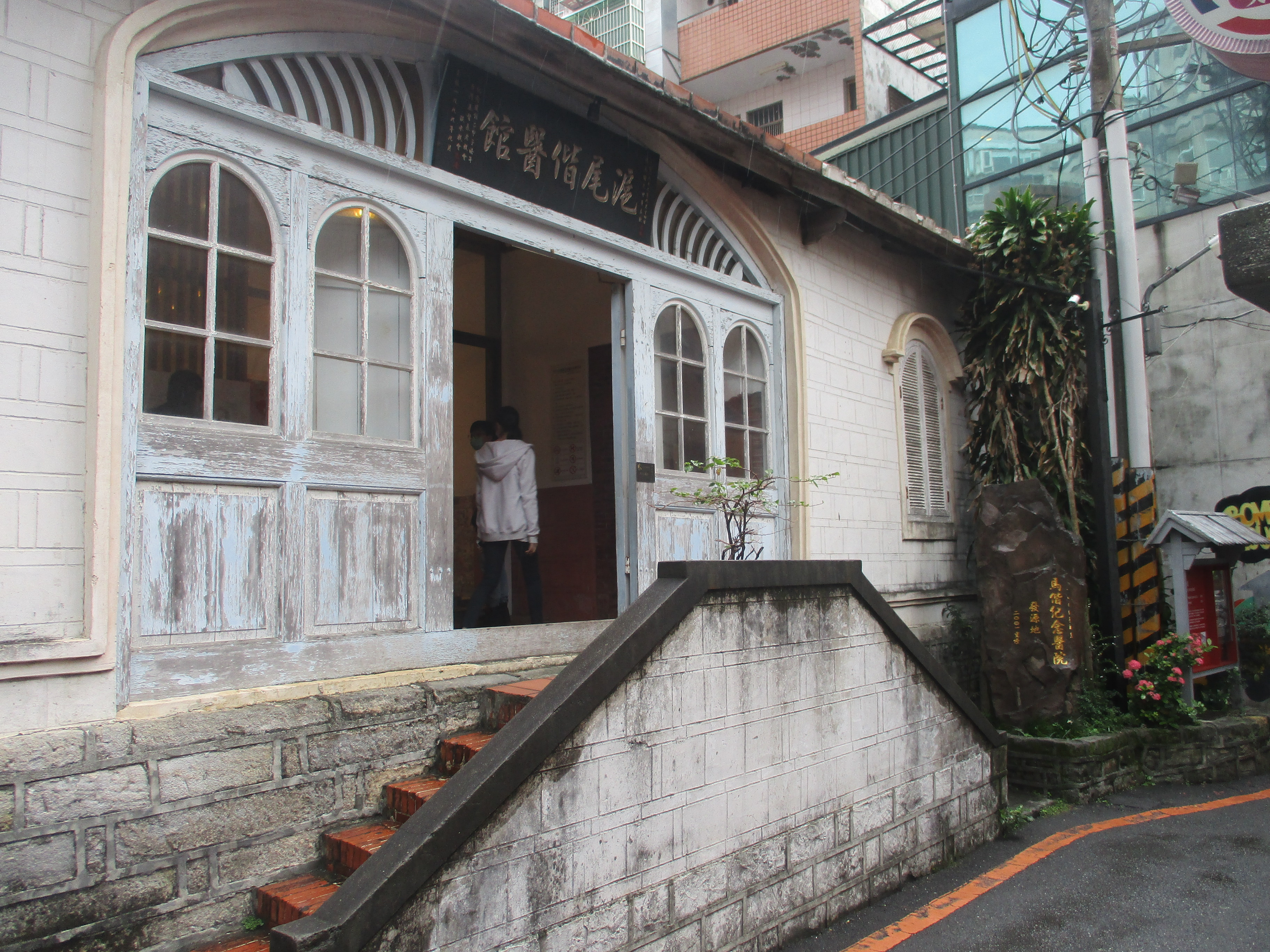
2020年的滬尾偕醫館。

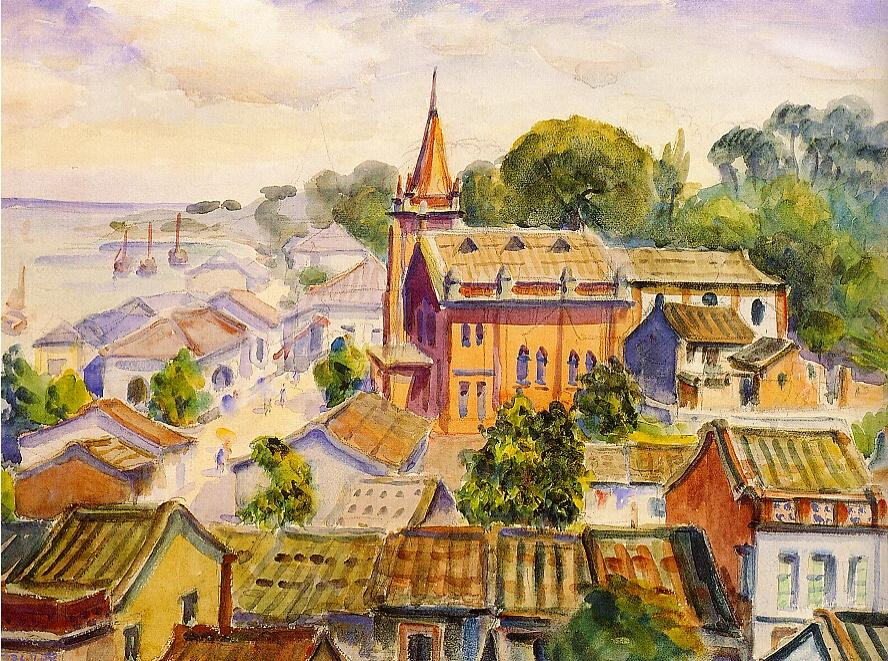
倪蔣懷於1936年所繪的《淡水教堂》，其中偕醫館為禮拜堂左下之白色橘瓦建築，現由臺北市立美術館收藏

1872年（同治11年），來自加拿大的馬偕牧師抵達淡水後，就積極地展開傳教的工作，隨即租下一間原預備做為馬廄的房子，以此傳教。由於西醫療效快，馬偕博士和其助手對待本地居民相當熱忱，尤其是當時民眾廣為瘧疾所苦時，馬偕博士帶來的奎寧水（quinine） 特效藥大受歡迎，因此求診者與日俱增，於是在1873年5月時，馬偕另租民房為診所，名為「滬尾醫館」。
1879年12月26日馬偕首次返國述職，向加拿大長老教會報告北臺灣教勢，獲美國底特律同姓的馬偕夫人為紀念安息不久的馬偕船長慨贈美金3000元，做為建大型西式醫院與宣教的基金。馬偕博士則遂用其中的2500元重建一座全新的醫館，並命名為「滬尾偕醫館」以紀念「馬偕船長」，當時主要執照醫生是由淡水海關稅務司所聘請之洋醫為主，此後在中法戰爭期間，滬尾偕醫館曾作為清軍的軍醫院救護不少傷兵而立功，劉銘傳特頒獎表揚，因而聞名全台。

### 日治時期
1901年（明治34年）6月2日，馬偕因喉癌逝世，偕醫館暫時停診。直到1905年加拿大長老教會宣道會派宣教師宋雅各（Dr.& Rev.J.Y. Ferguson）醫師夫婦抵台後，醫館才重開。1911年，宋雅各向教會提議將偕醫館由淡水遷到台北，擴建並命名為馬偕紀念醫院。1911年宋雅各提議遷址臺北市。並在1912年12月26日，即馬偕宣教40週年期間落成，此後偕醫館長期閒置，直到1927年10月，台北神學校借用此棟建築重新開校，四年後神學校遷至牛津學堂後，醫館則作教師宿舍，後改為1933年完工淡水禮拜堂的書房「福音社」，直到1937年3月福音社遷走為止，
最終在1941年，偕醫館產權售予淡水教會，分租給信徒、學生及醫生。

### 戰後至今
第二次世界大戰結束後，偕醫館曾租給馬偕兒子偕叡廉牧師設「查經室」至1968年，此期間曾作為馬偕紀念圖書室或馬偕館學生中心供學生住宿使用，1976年10月，偕醫館內部及屋頂開始進行整修工程，並在1982年拆除醫館後方廂房改建為馬偕紀念大樓，當偕醫館於1998年經中華民國內政部評定為三級古蹟後，建築才開始進入活化，並整修設置「偕醫館福音茶棧」，當前偕醫館則作為咖啡館使用，並展示與馬偕相關之古物和醫館設施。

## 建築特色
滬尾偕醫館的建築樣式中西合併，外觀是閩南風格的平房建築，為馬偕親自設計，泥水匠洪泉師所興建，並具有西式的圓拱窗和閩南瓦的屋頂，基礎外垣圍奇哩岸石材，階梯採雙邊設計。其中入口右邊為開刀房，內部仍有過去所存之手術濯洗台、壁爐、門鐘等設備。偕醫館醫務遷移後，偕醫館曾作為教會書房，提供聖經聖書。後作為教會所屬團契使用，並做多元性再利用。

## 相簿

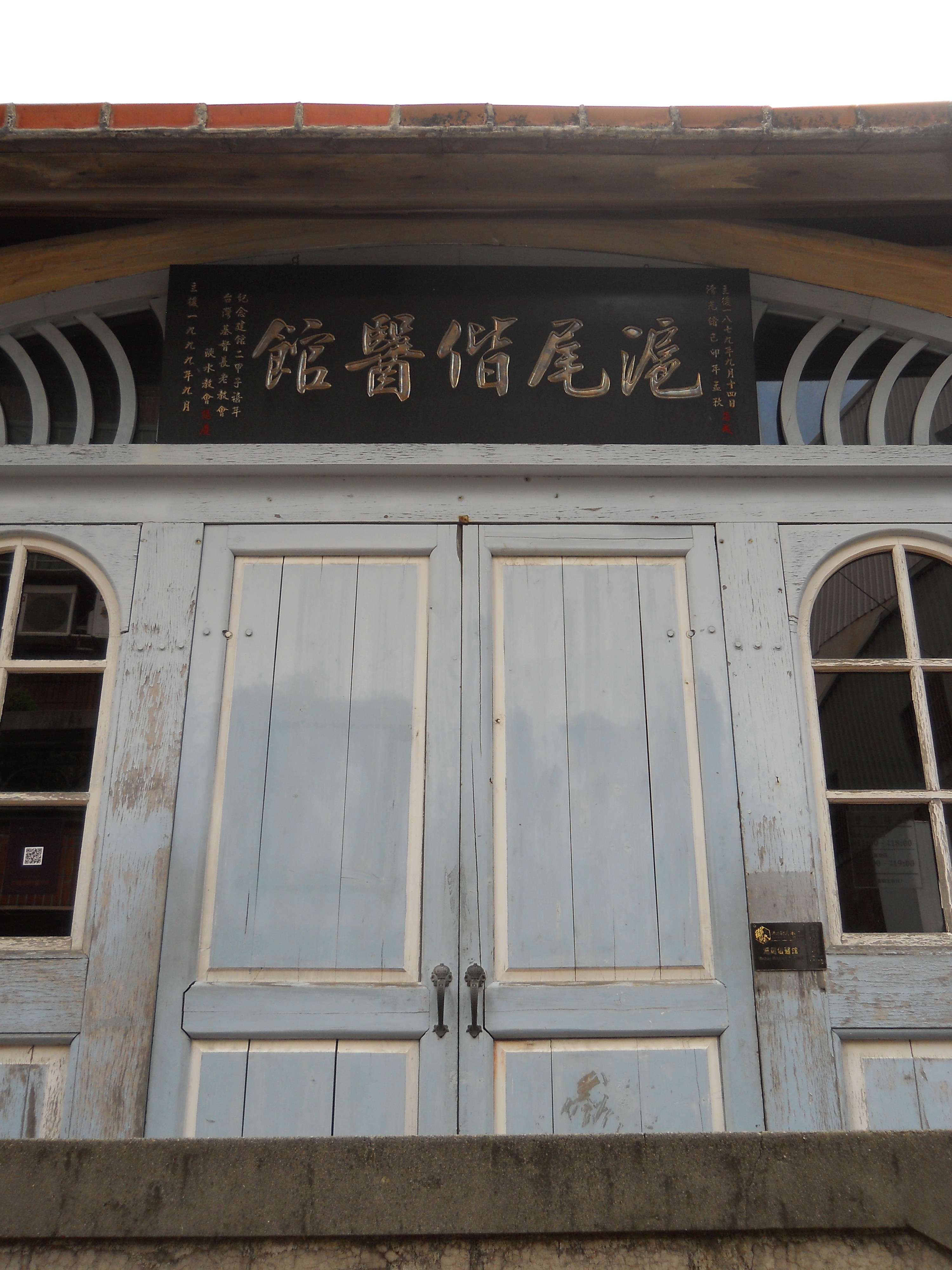
偕醫館正面玄關
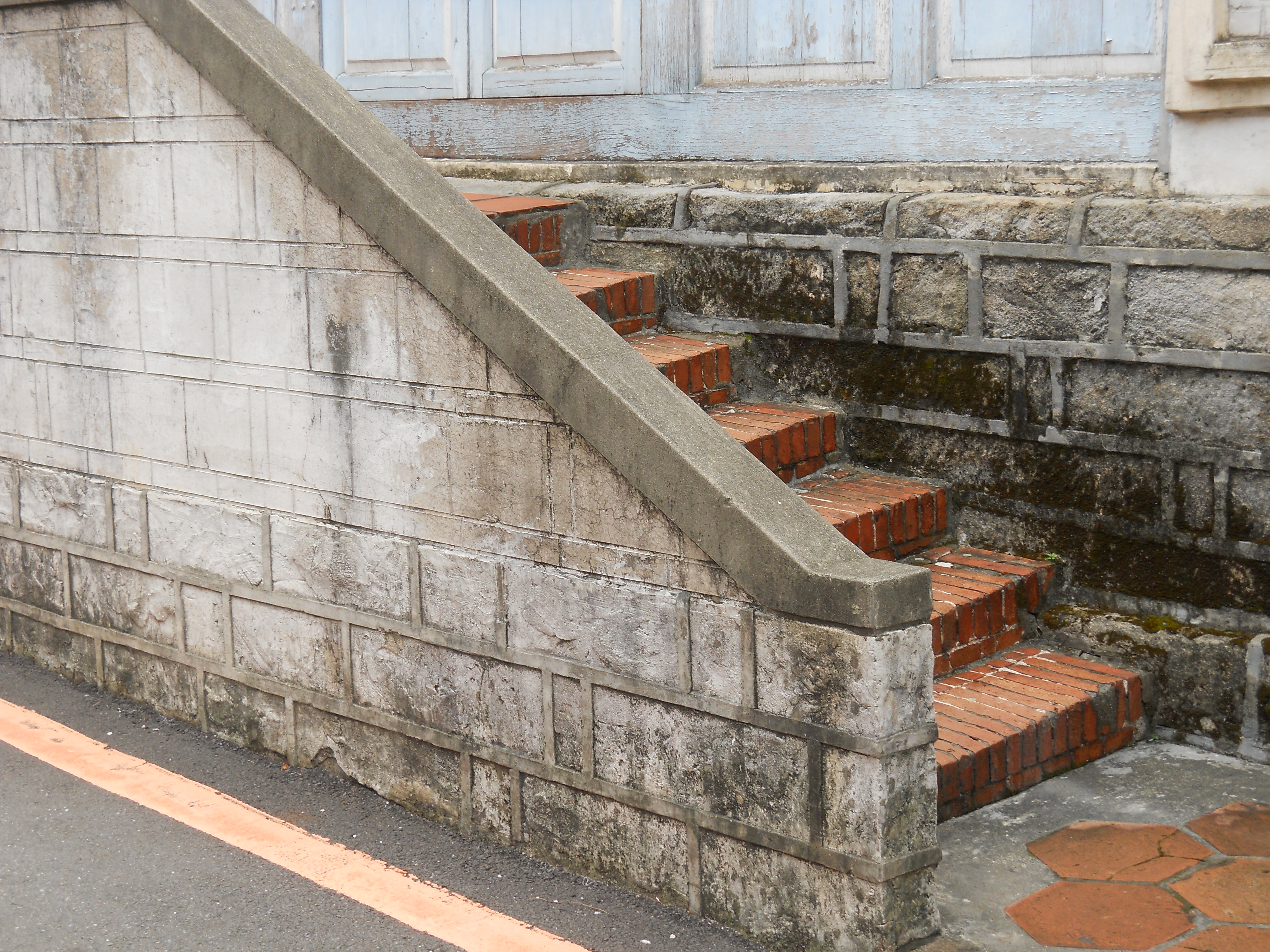
採雙邊設計之階梯
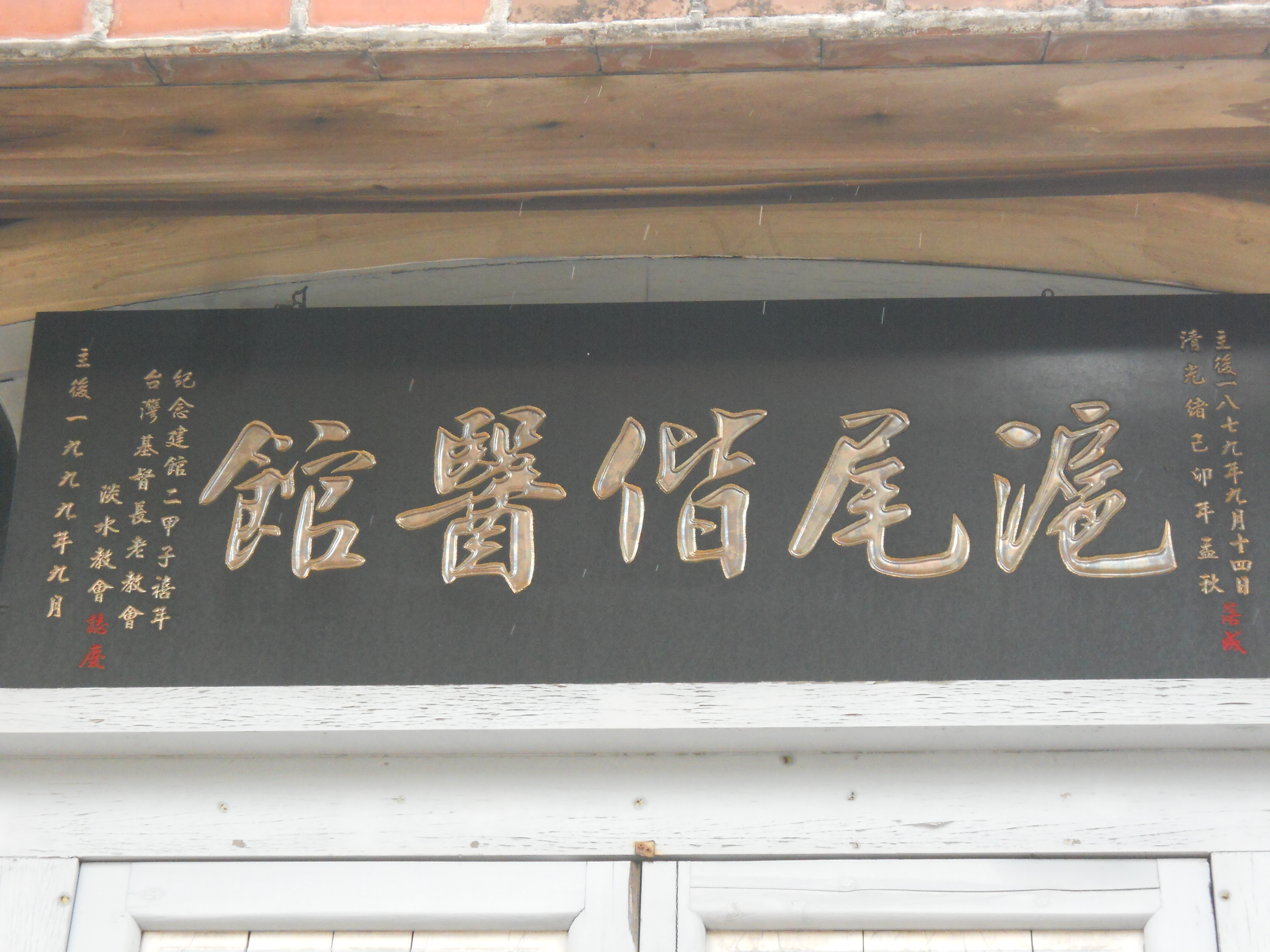
滬尾偕醫館匾額，1999年所立
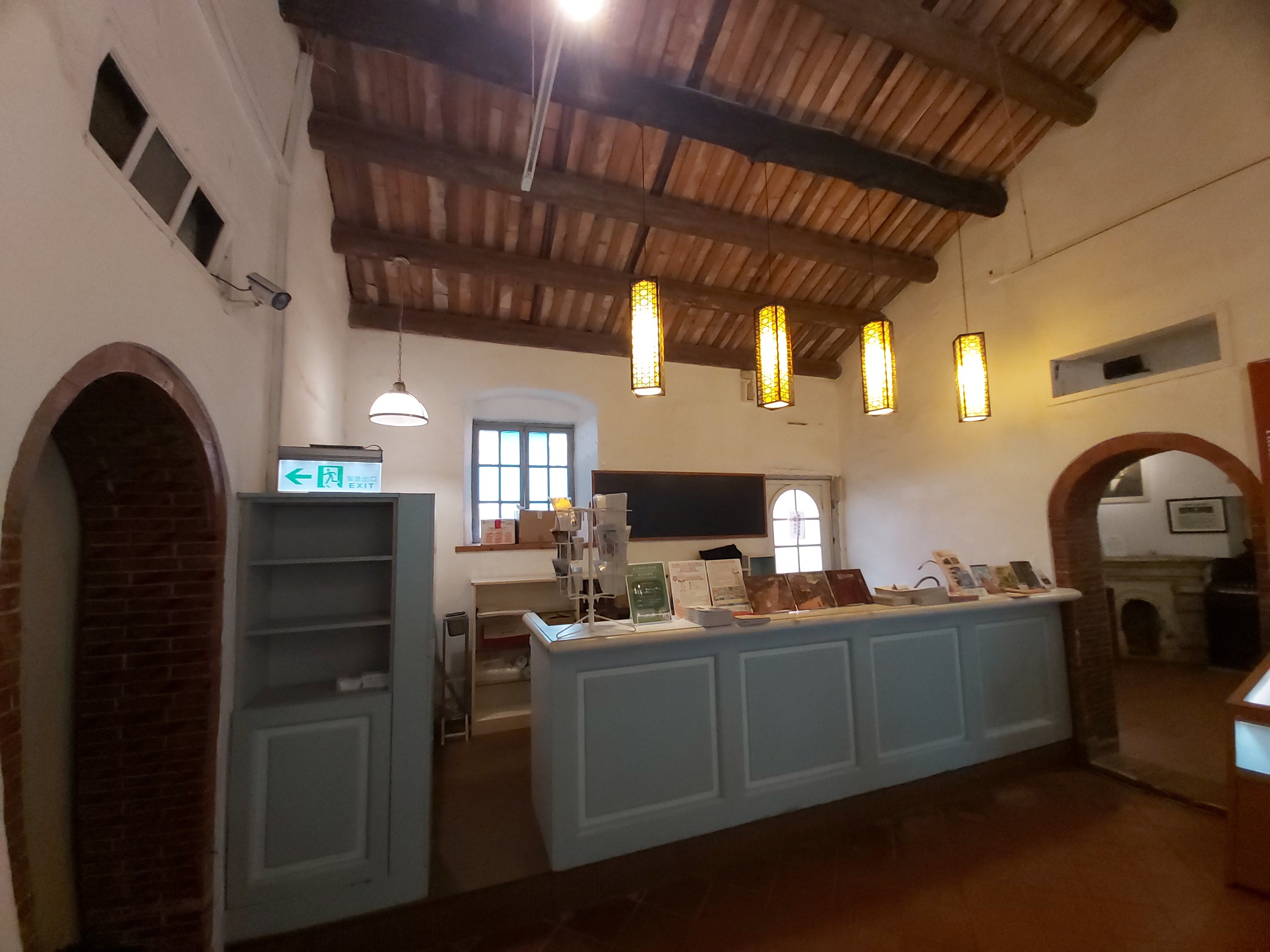
偕醫館正廳室內
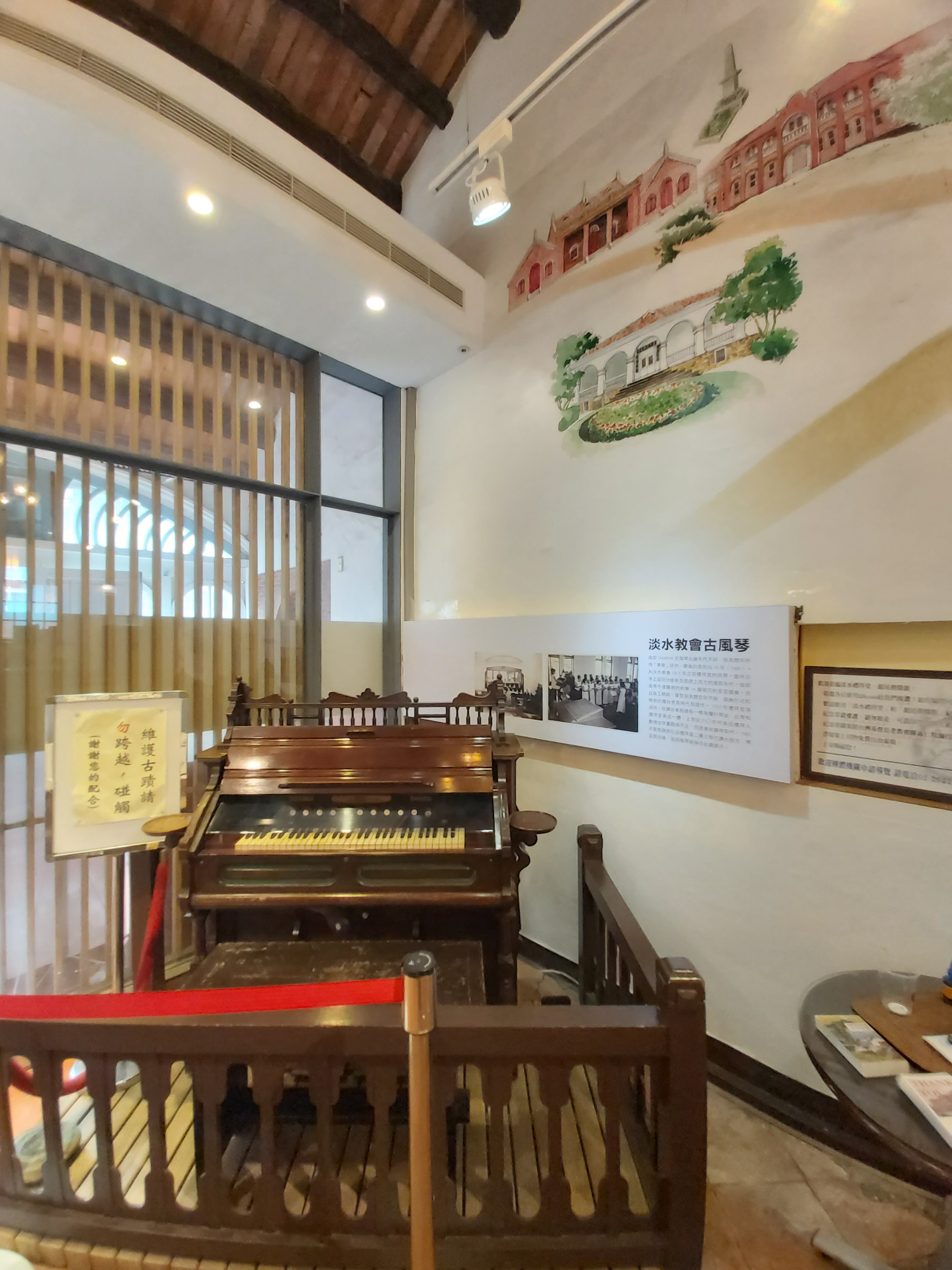
淡水教會古風琴
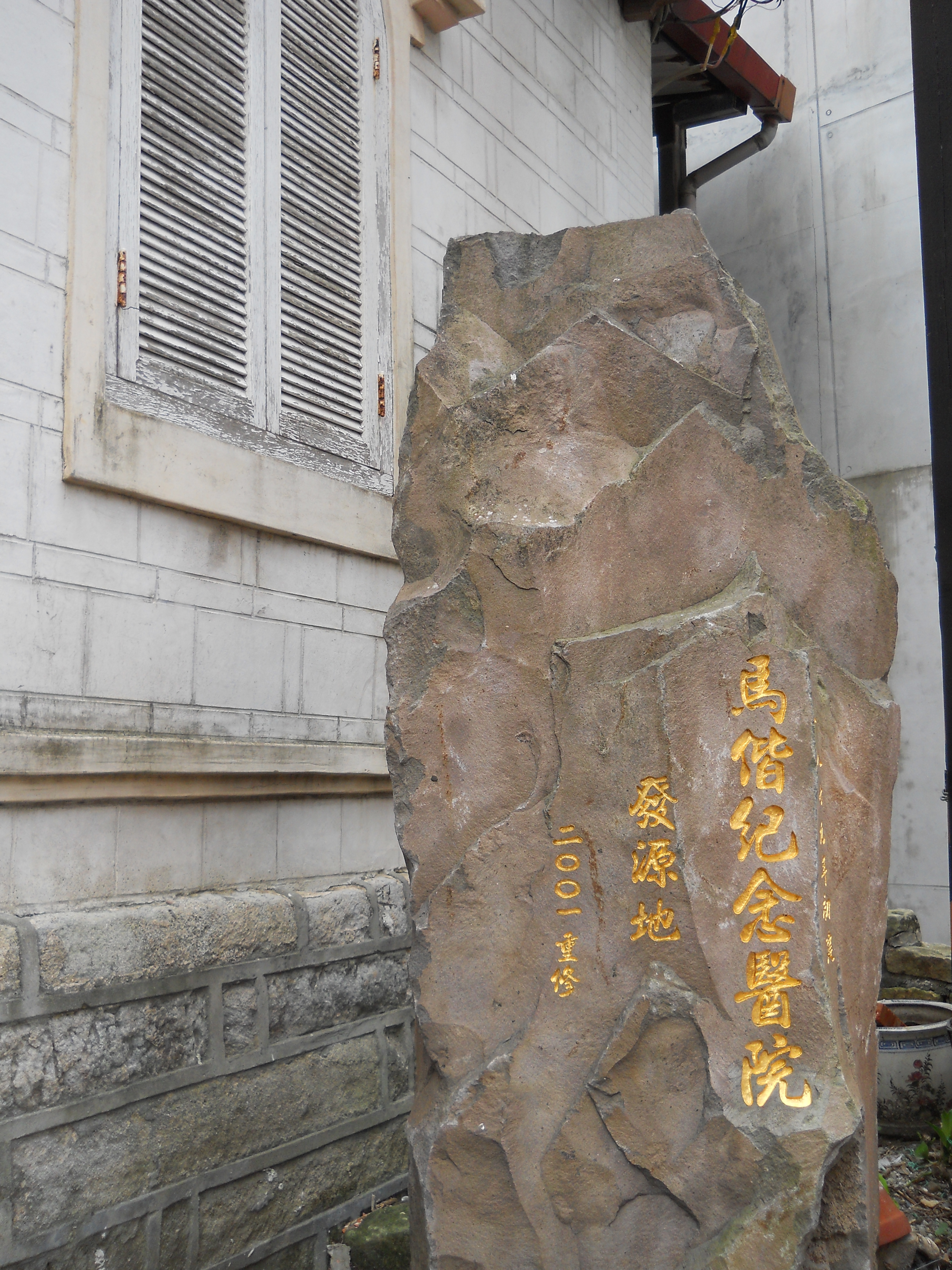
馬偕紀念醫院發源地

## 外部連結
- 滬尾馬偕醫館 - 新北市觀光旅遊網 （页面存档备份，存于）
- 滬尾馬偕醫館 - 淡水維基館 （页面存档备份，存于）